# Cerimonial

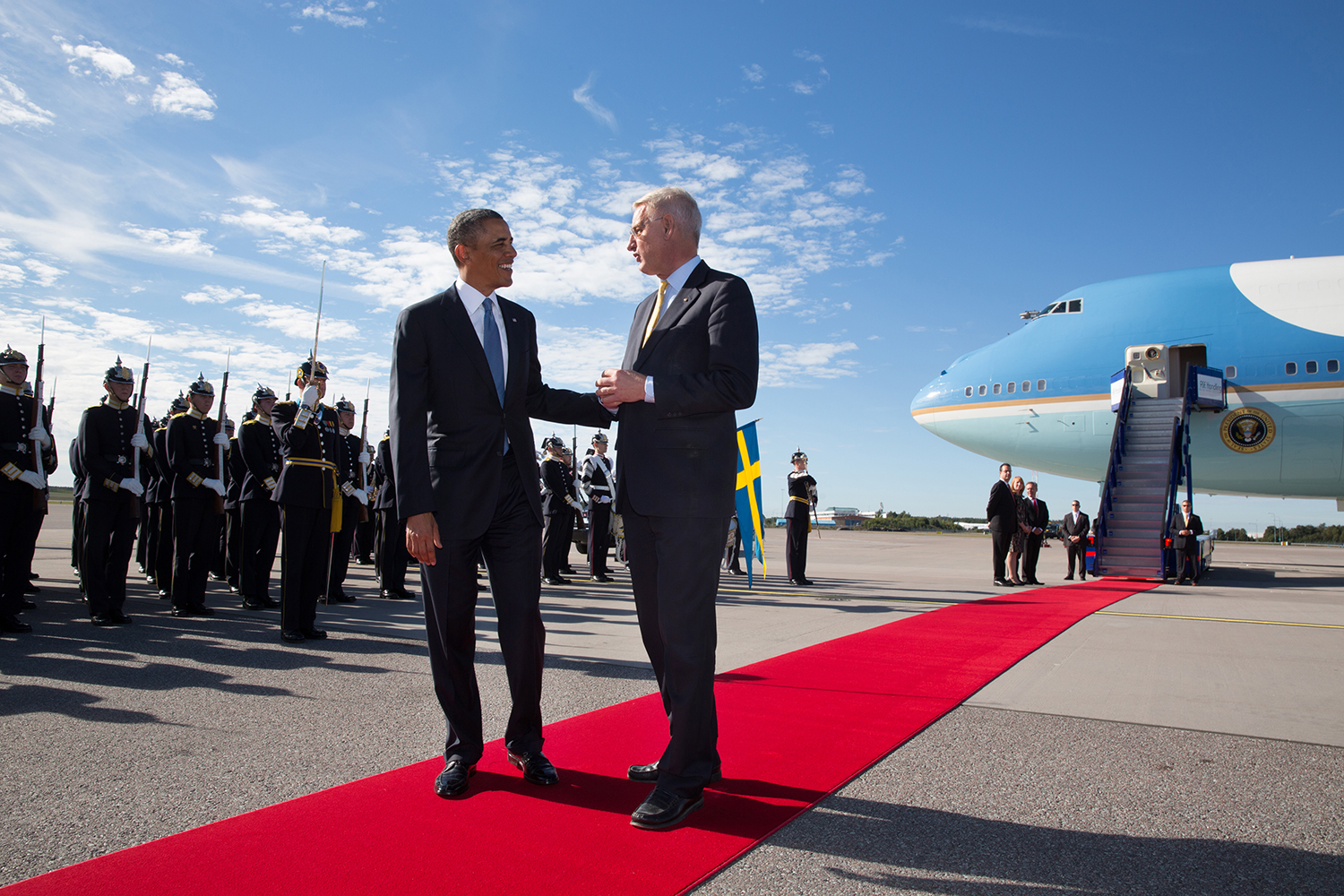
O presidente Barack Obama caminha com o ministro das Relações Exteriores da Suécia, Carl Bildt, durante a cerimônia de chegada no Aeroporto Internacional de Estocolmo-Arlanda, na Suécia, em 4 de setembro de 2013. (Foto oficial da Casa Branca por Pete Souza)

Cerimonial, também chamado de protocolo, é um ramo de atividade onde se congrega todos os procedimentos sócio-cultural, protocolar público-privado das regras para a realização de atos e solenidades.
Todas as atividades correlatas a eventos de Inaugurações e atos envolvendo atividades de classe, entidades políticas, estudantil, onde se exige a normatização, programação, rotina é um trabalho do Cerimonial.
Em todo o segmento da sociedade existem atividades ligado ao cerimonial. Dentro da própria casa, no convívio social, político-religioso sempre existem regras para a conduta de pessoas.
Existem vários ramos do cerimonial. O religioso é a condução dos rituais dentro de uma cerimônia.
Nas ordens secretas existe o Mestre de Cerimônias que conduz por todo o Ocidente os movimentos do homem em relação ao Universo.
Nas tribos existe procedimentos milenares de condução de certos rituais, onde o cerimonial deve ser seguido da mesma forma que o primeiro surgido e criado pelos ancestrais.
Em toda a cultura oriental e ocidental existem cerimonial. Os orientais como maior rigor e certa preservação do conteúdo essencial de cada cerimônia.
De uma certa forma o cerimonial é um instrumento de igualar cultura, tratos e procedimentos. Toda autoridade político-religiosa em qualquer viagem pelo mundo, sabe exatamente como será recebido e como será realizada determinada cerimônia, por estarem sendo mantidas essas regras básicas de conduta.
A Sua Alteza Real só é conduzido ao trono de Rei, após uma cerimônia, onde são seguidos todos os procedimentos para esse fim. Da mesma forma, o Sua Santidade o Papa, quando eleito pelo Conselho do Vaticano, também passa por uma cerimônia onde o consagra como líder de uma religião e um Estado.
Assim, todos os Chefes de Estado só tomam posse após uma cerimônia.

## Legislação Federal
Decreto Nº 70.274, de 9 de março de 1972 - Aprova as normas do cerimonial público e a ordem geral de precedência.
Lei Nº 5.700, de 1º de setembro de 1971 - Dispõe sobre a forma e a apresentação dos Símbolos Nacionais, e dá outras providências.

## Funeral
Funerais nada mais são do que uma cerimônia fúnebre.

## Inauguração
Uma cerimônia onde se apresenta a um determinado público, uma nova atividade em determinado setor, onde passa a funcionar, após esse ato protocolar.

## CongressoseSeminários
Reuniões de pessoas para determinado fim, tais como atualização de conhecimento, troca de experiências, apresentação de trabalhos específicos sobre determinado tema.

## Posse
Toda atividade pública ou não, é iniciada através de cerimônia de posse. Onde apresentamos a sociedade o poder concedido por diversos fatores a um determinada pessoa, que passará a exercer um controle sobre pessoas, portanto, a cerimônia torna público essa pessoa, esse líder.
Presidente da República, Governador, Prefeito, Deputado Estadual, Deputado Federal,Vereadores, são alguns cargos que tomam posse, numa cerimônia realizada em suas respecticas casas.